# RS/6000

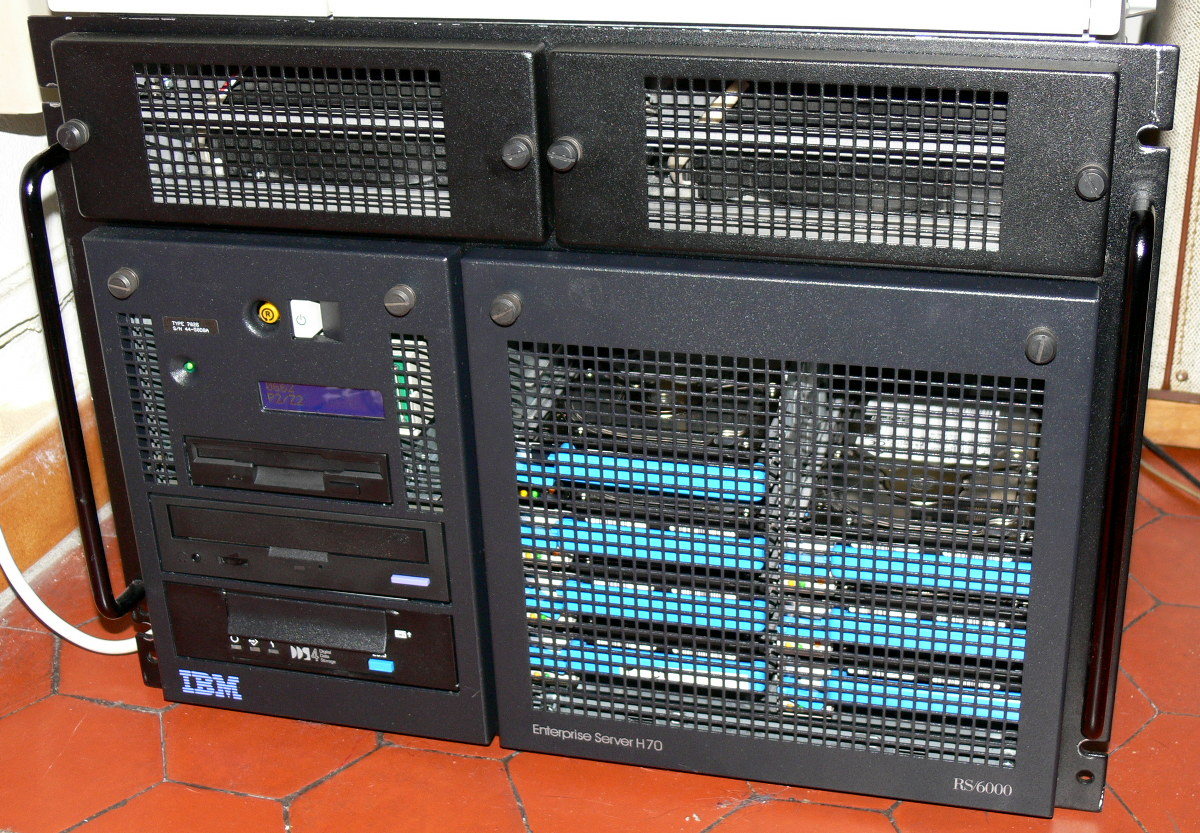
RS/6000

RS/6000 is de naam die IBM gaf aan zijn UNIX (AIX)-systemen in het middensegment. Tegenwoordig noemt IBM de opvolger van de RS/6000 de IBM eServer pSeries. Deze naamgeving is ingegeven door de hype rond e-business die in de periode van 1999 tot 2003 in de IT-sector heerste. Qua hardware waren de eerste pSeries- en RS/6000-machines computertechnisch identiek aan elkaar.
De RS/6000-machines waren beschikbaar als enkele microprocessor (CPU)-machines tot aan grote multi-CPU-machines, de zogenaamde SP-machines. Een SP-machine was een zogenaamde multinode-machine en bestond uit een frame waar tot aan 512 nodes tegelijk in konden worden geplaatst.